# Holmtjärnen (Åsele socken, Lappland, 711553-155185)
Holmtjärnen är en sjö i Åsele kommun i Lappland och ingår i Ångermanälvens huvudavrinningsområde.